# Lafayette (condado de Monroe, Wisconsin)
Lafayette es un pueblo ubicado en el condado de Monroe en el estado estadounidense de Wisconsin. En el Censo de 2010 tenía una población de 396 habitantes y una densidad poblacional de 4,32 personas por km².

## Geografía
Lafayette se encuentra ubicado en las coordenadas 44°1′28″N 90°43′55″O / 44.02444, -90.73194. Según la Oficina del Censo de los Estados Unidos, Lafayette tiene una superficie total de 91.58 km², de la cual 91.5 km² corresponden a tierra firme y (0.09%) 0.08 km² es agua.

## Demografía
Según el censo de 2010, había 396 personas residiendo en Lafayette. La densidad de población era de 4,32 hab./km². De los 396 habitantes, Lafayette estaba compuesto por el 92.68% blancos, el 5.3% eran afroamericanos, el 0% eran amerindios, el 0.25% eran asiáticos, el 0.25% eran isleños del Pacífico, el 0.51% eran de otras razas y el 1.01% pertenecían a dos o más razas. Del total de la población el 3.28% eran hispanos o latinos de cualquier raza.